# Chiesa fortificata di Sant'Arbogaste
La chiesa fortificata di Sant'Arbogaste (in tedesco Wehrkirche St. Arbogast) nel comune di Muttenz, parte del cantone svizzero di Basilea Campagna, è l'unica chiesa della Svizzera circondata da un muro difensivo. Si tratta di un esempio di chiesa fortificata ed è un patrimonio svizzero di importanza nazionale. La chiesa è tuttora frequentata dal villaggio locale.

## Storia
La chiesa parrocchiale apparteneva un tempo al vescovado di Strasburgo, presso il quale fu patrono proprio Arbogaste di Strasburgo. Con il dominio dei conti di Froburg e Homburg venne costruita una nuova chiesa romanica, di cui esiste ancora il coro, che nel XIV secolo venne ricostruita a seguito del terremoto del 1356. Nel 1420 furono costruiti il nuovo campanile, l'altare e la fortificazione che comprendeva muri di lamiera e torri. Grazie alla direzione della parrocchia da parte del mecenate Arnold zum Lufft, la chiesa venne affrescata e dotata di un soffitto in legno intagliato, nonché venne costruito l'ossario decorato anch'esso con affreschi sia all'interno che all'esterno.
Con l'avvento della riforma protestante i dipinti vennero imbiancati (rinvenuti poi solo nel XIX secolo) e gli arredi furono bruciati e venduti. La torre venne rialzata di un piano e si assistette all'ampliamento delle finestre delle navate. Gli affreschi dell'ossario furono restaurati negli anni '50.

## Descrizione
La chiesa di Muttenz è l'unico complesso ecclesiastico della Svizzera circondato su tutti i lati da un muro difensivo ben conservato. Del complesso romanico esterno sono visibili solo il bugnato in pietra della parete nord della navata e una porta murata. I trafori sulle finestre risalgono al XVII secolo e le porte al XIX secolo, mentre sulla torre vi è uno stemma dei signori di Münch-Eptingen che indica il periodo di costruzione (1420-30). Il coro romanico è ben conservato e il suo arco semicircolare è sorretto da mezze colonne. Il coro è collegato alla sacrestia da una porta ad arco a tutto sesto.
L'altare maggiore fu costruito contemporaneamente alla torre sul luogo dell'abside semicircolare. La navata fu rialzata all'inizio del XVI secolo, mentre il soffitto in legno termina con trafori intagliati con bolle per pesci. L'intera parete ovest della galleria presenta un murale raffigurante il Giudizio universale, rinvenuto intorno al 1880 e ridipinto con colori ad olio da Karl Jauslin. A destra i dipinti raffigurano l'Ingresso a Gerusalemme e l'Ecce Homo, mentre a sinistra appaiono l'incontro di Maria con Elisabetta, la nascita e il battesimo di Gesù. Risalenti al periodo precedente alla Riforma, lo stile dei dipinti ricorda le xilografie di Schongauer e Dürrer.
Gli affreschi sull'ossario raffigurano San Cristoforo, San Michele e il mantello protettivo della Madonna. Negli angoli vi sono angeli che annunciano l'Ultimo giorno, e all'interno vi sono dipinti di San Michele, del Giudizio universale, e di Cristo circondato da Maria e Giovanni Battista.